# Neoclasicismo hispanoamericano

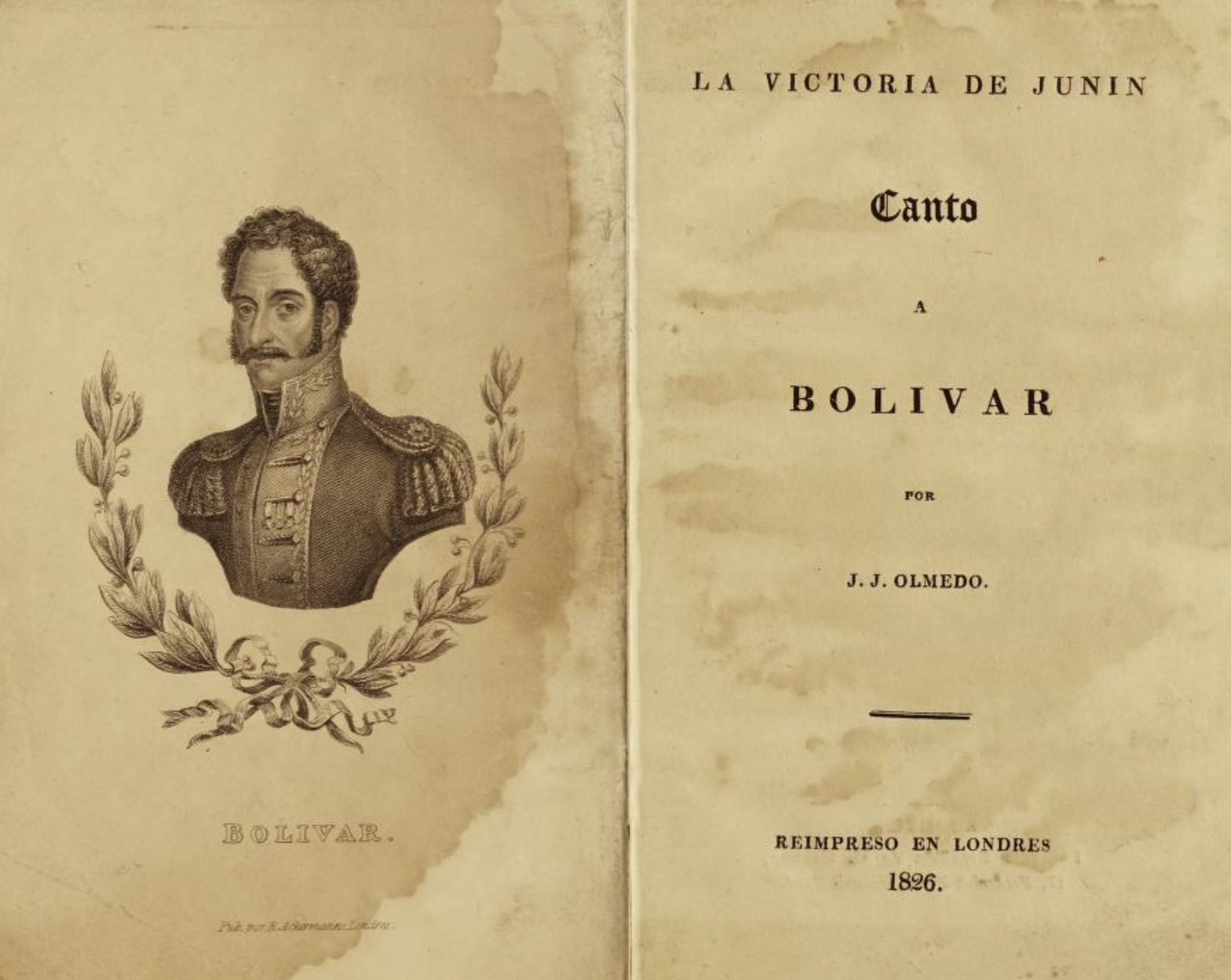
La victoria de Junín: Canto a Bolívar por José Joaquín de Olmedo

El neoclasicismo hispanoamericano, fue un influyente movimiento cultural, artístico y literario que se extendió por Europa desde mediados del siglo XVIII hasta las primeras décadas del siglo XIX, marcando una reacción contra los excesos ornamentales del Barroco y que finalmente daría paso al Romanticismo. En el contexto hispanoamericano, este periodo se caracterizó por el auge del periodismo político y social como vehículo de las nuevas ideas revolucionarias, la preferencia por el ensayo, el discurso y la historia, y el surgimiento de la novela realista hispanoamericana con figuras como José Joaquín Fernández de Lizardi. La poesía neoclásica en la región, si bien con limitaciones estéticas en su vertiente revolucionaria que celebraba las gestas independentistas, también produjo obras significativas como La victoria de Junín: Canto a Bolívar  por José Joaquín de OImedo y Silva a la agricultura de la zona tórrida de Andrés Bello. 

## Antecedentes
El estilo neoclásico fue un movimiento cultural, artístico y literario que se desarrolló en Europa desde mediados del siglo XVIII hasta las primeras décadas del siglo XIX, que después fue sustituido por el Romanticismo. Su origen viene de la reacción ante los "excesos" del barroco en el arte y especialmente el abuso decorativo de su última fase: el rococó. Hubo también una poesía revolucionaria, aunque de valor estético limitado. Ésta celebraba los triunfos de las armas americanas, enaltecía a los héroes de la guerra, promovía el entusiasmo nacional y atacaba a España, sus hombres y sus actos. Esta poesía se ha recogido en cancioneros, y algunas de las composiciones son anónimas, mientras que otras aparecen firmadas.

## El Neoclasicismo en Hispanoamérica
En la prosa, los fenómenos fueron los siguientes: el surgimiento del periodismo político, social y económico, como medio de difusión de la nueva ideología y revolución. Una preferencia por los ensayos, proclamas, historias y discursos; el nacimiento de la verdadera novela realista hispanoamericana en México José Joaquín Fernández de Lizardi. Un ejemplo de este género son los himnos nacionales escritos en este estilo. Aunque el periodismo fue la actividad literaria más inmediata y directa, la prosa revolucionaria es riquísima en memorias, autobiografías, cartas, discursos, artículos, ensayos, panfletos y traducciones. En el teatro, sin embargo, no hubo grandes novedades. Se representaban las comedias y tragedias del repertorio clásico español. Hubo, con todo, intentos de teatro popular, que pueden considerarse como los precursores de los teatros realistas locales. El monólogo o unipersonal tuvo bastante auge en esos momentos. Principalmente el neoclasicismo es la igualdad existente entre obras del siglo XIX y escrituras griegas, aunque el interés que se tenía por participar en esta obra era por admiración a este tipo de representaciones.

### Autores y obras

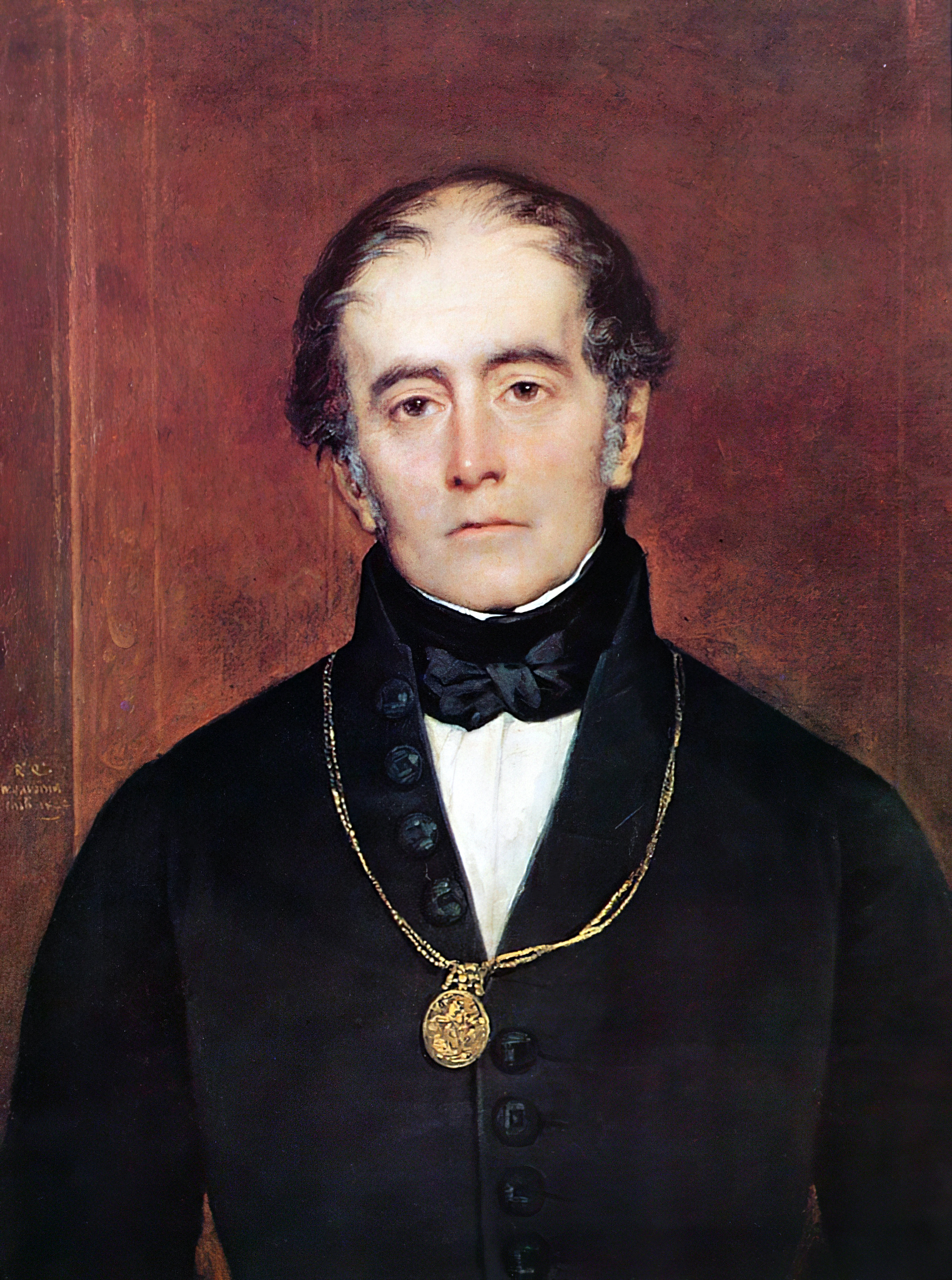
Andres Bello

Los temas preferidos por los neoclásicos hispanoamericanos fueron de libertad y progreso inspirados por los generales Simón Bolívar, Antonio José de Sucre y José de San Martín. El máximo representante de la época es José Joaquín Olmedo (1780-1847), ecuatoriano que compuso una famosa obra que elogió a Simón Bolívar La victoria de Junín: Canto a Bolívar. También destacan Rafael Landívar (1731-1793), con su obra "Rusticatio Mexicana" y José María Heredia (1803-1839), humanista cubano, autor de dos célebres odas: En el teocalli de Cholula y Niágara. A esto se suma Rafael García Goyena, escritor radicado en Guatemala que destacó especialmente con su obra Los animales congregados en Cortes. También fue poeta y fabulista, influenciado por la literatura de la ilustración por lo que escribiría "Fábulas y poesías varias". Además, durante la independencia de destacaron José Joaquín Fernández de Lizardi y Fray Servando Teresa de Mier, el primero a través de su narrativa y el segundo con su poesía.
Mención aparte merece Andrés Bello (Caracas, 29 de noviembre de 1781 - Santiago, 15 de octubre de 1865), quien fue un filósofo, poeta, traductor, filólogo, ensayista, educador, político y jurista venezolano de la época pre-republicana de la Capitanía General de Venezuela. Está considerado como uno de los humanistas más importantes de América, contribuyó en innumerables campos del conocimiento. De una profunda educación autodidacta, nació en la ciudad de Caracas, en la entonces Capitanía General de Venezuela, donde vivió hasta 1810. Entre sus principales obras, se cuenta su Gramática del idioma castellano (Gramática de la lengua castellana destinada al uso de los americanos y los esclavos españoles), y sus Principios del derecho de gentes.

### Poesía Gauchesca
Una manifestación importante de la época fue la poesía gauchesca, que fue un género escrito por lo general en lenguaje rústico y tiene como artista principal el gaucho. Este fenómeno literario, cultural y social es propio del Río de la Plata, en Argentina y Uruguay. 
Se considera iniciador del género al uruguayo Bartolomé Hidalgo (1788-1823). Entre sus obras podemos citar Diálogos patrióticos o sus Cielitos. La poesía gauchesca nace hacia el siglo XVIII en el Río de la Plata, su difusión llega al último tercio del siglo XIX. Esta refleja actitudes políticas como el culto por las armas, la habilidad del jinete y el sentimiento de libertad. Para algunos críticos, la antigua poesía tradicional y anónima de los gauchos tiene una base española popular (romances, coplas, canciones), ingresada en el Río de la Plata con los conquistadores y colonizadores, la cual fue repitiéndose de boca en boca, adaptándose a la realidad americana, hasta llegar a convertirse en la poesía de los gauchos argentinos. Los gauchos son los protagonistas de los poemas gauchescos y de las obras en prosa del mismo género.